# 안토노프
안토노프(우크라이나어: Державне підприємство "Антонов")는 우크라이나의 항공기 제조 및 서비스 회사이다. 안토노프의 특별한 전문 분야는 준비되지 않은 활주로를 사용하는 매우 큰 항공기와 항공기 분야에 있다.
우크라이나의 주요 국영 무기 제조 업체인 우크로보론프롬은 2016년 6월 모든 항공기 제조 진입을 결합하는 우크라이나 항공기공사의 설립을 발표했다